# Шугаринг
Шу́гаринг (от англ. súgar – захар) е начин на епилация, извършващ се с помощта на гъст захарен сироп, наричан още „захарна паста“. Пастата се разпределя върху участъка на тялото и после се маха заедно с космите.
Шугаринг като техника на обезкосмяване има доста предимства пред другите техники. Той е:
- хипоалергенен – благодарение на натуралните съставки, рискът от алергични реакции е минимален;
- безопасен – температурата на сместа е в рамките на 36 – 38 градуса, което прави изгаряне или травматизация на кожата невъзможни.
- допълнителна грижа за кожата – освен самото обезкосмяване, шугаринг е един вид механичен пилинг, тъй като към захарната паста залепват мъртвите клетки на епидермиса, които се махат по време на процедурата
- ефикасност – при обезкосмяване чрез шугаринг се извършва механично увреждане на фоликула, и вече след първата процедура космите започват да губят пигмента си, стават по-меки, по-тънки и по-редки.

|  | Тази страница частично или изцяло представлява превод на страницата „Шугаринг“ в Уикипедия на руски. Оригиналният текст, както и този превод, са защитени от Лиценза „Криейтив Комънс – Признание – Споделяне на споделеното“, а за съдържание, създадено преди юни 2009 година – от Лиценза за свободна документация на ГНУ. Прегледайте историята на редакциите на оригиналната страница, както и на преводната страница, за да видите списъка на съавторите. ВАЖНО: Този шаблон се отнася единствено до авторските права върху съдържанието на статията. Добавянето му не отменя изискването да се посочват конкретни източници на твърденията, които да бъдат благонадеждни. |